# Пасуш-ди-Феррейра
Пасуш-ди-Феррейра (порт. Paços de Ferreira; ['pasuʃ dɨ fɨ'ʁɐiɾɐ ]) — город в Португалии, центр одноимённого муниципалитета в составе округа Порту. По старому административному делению входил в провинцию Дору-Литорал. Входит в экономико-статистический субрегион Тамега, который входит в Северный регион. Численность населения — 6 тыс. жителей (город), 54,8 тыс. жителей (муниципалитет) на 2004 год. Занимает площадь 72,65 км².
Покровителем города считается Святая Евлалия (порт. Santa Eulália).
Праздник города — 6 ноября.

## Расположение
Город расположен в 24 км на северо-восток от административного центра округа города Порту.
Муниципалитет граничит:
- на севере — муниципалитет Санту-Тирсу
- на востоке — муниципалитет Лозада
- на юге — муниципалитет Паредеш
- на юго-западе — муниципалитет Валонгу
- на западе — муниципалитет Санту-Тирсу

## Экономика
Город является крупным индустриальным центром, в частности, на текстильной фабрике Petratex изготавливаются знаменитые плавательные костюмы LZR Racer фирмы Speedo.

## История
Город основан в 1836 году.

## Население
| Численность населения муниципалитета по годам | Численность населения муниципалитета по годам | Численность населения муниципалитета по годам | Численность населения муниципалитета по годам | Численность населения муниципалитета по годам | Численность населения муниципалитета по годам | Численность населения муниципалитета по годам | Численность населения муниципалитета по годам | Численность населения муниципалитета по годам |
| --------------------------------------------- | --------------------------------------------- | --------------------------------------------- | --------------------------------------------- | --------------------------------------------- | --------------------------------------------- | --------------------------------------------- | --------------------------------------------- | --------------------------------------------- |
| 1801                                          | 1849                                          | 1900                                          | 1930                                          | 1960                                          | 1981                                          | 1991                                          | 2001                                          | 2004                                          |
| 498                                           | 10 091                                        | 11 900                                        | 15 686                                        | 27 537                                        | 40 687                                        | 44 190                                        | 52 985                                        | 54 801                                        |

## Состав муниципалитета
В муниципалитет входят следующие фрегезии:
1. Аррейгада
2. Карвальоза
3. Кодессуш
4. Эйриш
5. Феррейра
6. Фигейро
7. Фразан
8. Фреамунде
9. Ламозу
10. Мейшомил
11. Моделуш
12. Пасуш-де-Феррейра
13. Пенамайор
14. Раймонда
15. Санфинш-ди-Феррейра
16. Сероа